# Oeneis tundra
Oeneis tundra är en fjärilsart som beskrevs av Bang-haas 1912. Oeneis tundra ingår i släktet Oeneis och familjen praktfjärilar. Inga underarter finns listade i Catalogue of Life.